# Neplodnost
Neplodnost je "bolest reproduktivnog sustava definirana kao izostanak kliničke trudnoće nakon 12 ili više mjeseci redovnih nezaštićenih odnosa" (Svjetska zdravstvena organizacija). Studije su našle da je postotak populacije pogođen ovim problemom između 7% i 26% barem jednom tijekom života, da tek oko 50% neplodnih parova zatraži liječničku pomoć i tek oko 22% se podvrgava liječenju.
Procjene govore da u svijetu između 48 milijuna parova i 186 milijuna pojedinaca živi s neplodnošću.
U Hrvatskoj gotovo 15% bračnih parova je neplodno, odnosno tijekom jedne godine normalnog spolnog života zdravog bračnog para vjerojatnost trudnoće iznosi 85%.

## Uzroci neplodnosti
Neplodnost može biti uzrokovana podjednako muškim i ženskim faktorom, biti prisutni kod oba partnera, ili biti neutvrdivi čak i modernom medicinom (idiopatska neplodnost). 

### Uzroci neplodnosti kod muškaraca (muški faktor)
U muškom reproduktivnom sustavu neplodnost je najčešće uzrokovana problemima u izbacivanju sjemena, odsutnosti ili niskim razinama spermija, abnormalnim oblikom (morfologija) i kretanjem (pokretljivošću) spermija.  
Uzroci mogu biti razni: urođeni, stečeni, okoliš, navike, dob i drugo. U velikom broju slučajeva razlog smanjene plodnosti ne može niti biti nađen, ali izgleda da se prosječni broj spermija kod muškaraca smanjio od početka 20. stoljeća – toliko da neki stručnjaci zvone alarm o epidemiji neplodnosti. 
Neplodnost kod muškaraca mogu uzrokovati proširene vene na testisu (varikokela) koje zagrijavaju testise i tako negativno utječu na proizvodnju normalnih spermija, nespušteni testisi, hormonalni poremećaji (primjerice manjak testosterona), infekcije (primjerice preboljeli zaušnjaci), genetski razlozi (primjerice Klinefeltorov sindrom), imunološki (antitijela na spermije), kemoterapija, nedostatak nekih vitamina, alkohol, pušenje, stres, starost, štetne kemikalije i drugo. 

### Uzroci neplodnosti kod žena (ženski faktor)
Neplodnost u žena može biti primarna ili sekundarna. Primarna neplodnost je kada osoba nikada nije ostvarila trudnoću, a sekundarna neplodnost je kada je ostvarena barem jedna prethodna trudnoća. 
U ženskom reproduktivnom sustavu neplodnost može biti uzrokovana nizom abnormalnosti jajnika, maternice, jajovoda i endokrinog sustava. Faktori koji utječu na neplodnost žena mogu obuhvaćati smanjenu ili nepredvidivu ovulaciju (zbog hormonalnih poremećaja, policističnih jajnika ili dobi), nemogućnost dolaska jajnih stanica ili spermija do maternice (začepljeni jajovodi, antitijela na spermije) ili smanjenu mogućnost implantacije zametka (deformacije maternice, endometrioza ili imunološki problemi). Ponekad je prisutno više faktora.
Začepljenje jajovoda može biti izazvano infekcijama (primjerice klamidijom), izvanmaterničnim trudnoćama, endometriozom i drugo. 
PCOS ili policistični jajnici je prije svega hormonalni poremećaj koji proizvodi previše muških hormona i smeta ovulaciji. Takve žene proizvode mnogo folikula, ali su jajne stanice često nezrele. 
Endometrioza je pojava kod koje se stanice koje u svakom ciklusu rastu na zidu maternice i ljušte se u vrijeme menstruacije, umjesto toga rastu i izvan maternice – u jajovodima, na jajnicima i drugim mjestima trbušne šupljine. Mogu izazvati ožiljke i upale u maternici i smetati implantaciji zametka. 
Drugi hormonalni poremećaji mogu biti izazvani povišenim prolaktinom, tumorima, stresom, dijabetesom. 
Prijevremena menopauza je prestanak menstruacije prije 40. godine života, a uzrok često nije znan (menopauza ne nastupa odjednom nego dolazi postupno). 

### Uzroci izostanka trudnoće
Za parove koji pristupaju izvantjelesnoj oplodnji zna se najviše o uzrocima zbog detaljne evidencije koja se vodi u IVF registrima. Primjerice uzroci neplodnosti 33.000 parova koji su pristupili IVF-u 2007. godine u Italijidijele se na sljedeće: 
- muški čimbenik 34,3%
- problemi s jajovodima 13,2%
- problemi s ovulacijom 5,2% (PCOS i ciste na jajnicima)
- endometrioza 6,0%
- smanjena rezerva jajnika 5,2%
- višestruki spontani pobačaji 0,6%
- višestruki ženski faktor 6,6%
- i ženski i muški faktor 16,3%
- neobjašnjena neplodnost 12,2%

## Dijagnostika neplodnosti u Hrvatskoj
Prvi koraci u utvrđivanju uzroka i liječenju neplodnosti:

### Dijagnostika neplodnosti kod muškaraca
- višekratno ponavljanje spermiograma (utvrđivanje broja, pokretljivost, morfologije spermija i drugih važnih karakteristika sperme)
- bris uretre i mikrobiološka analiza ejakulata - mikrobiološka pretraga na aerobe i anaerobe, klamidiju, ureaplazmu i mikoplazmu

### Dijagnostika neplodnosti kod žena
- ginekološki pregled
- PAPA test
- UZV vaginalnom sondom
- bris cerviksa - mikrobiološke pretrage na aerobe, anaerobe, klamidiju, ureaplazmu i mikoplazmu
- analiza prohodnosti jajovoda
- praćenje ovulacije
- analiza razine spolnih hormona i hormona štitnjače

Na osnovu rezultata navedenih pretraga, bračni par se upućuje na daljnje analize radi odabira najprikladnije metode i provođenja liječenja neplodnosti.

## Liječenje neplodnosti
Parovi bi trebali potražiti pomoć liječnika nakon što se trudnoća nije desila nakog godinu dana nezaštićenih odnosa ako je žena mlađa od 35 godina, a nakon šest mjeseci ako je žena 35 godina ili starija. Liječenje kreće od manje invazivnog prema više invazivnom. 
Osnovne pretrage su spermiogram kod muškarca, praćenje ovulacijskog ciklusa (bilo kod kuće mjerenjem bazalne temperature, korištenjem ovulacijskih trakica, praćenjem cervikalne sluzi, ili kod liječnika utvrđivanjem ovulacije ginekološkim ultrazvukom – vaginalnom sondom, te mjerenjem razine hormona progesterona u lutealnoj fazi ciklusa, najčešće 21. dan ciklusa), kontrola ženskih hormona (FSH i LH 3. dan ciklusa, progesteron 21.dan ciklusa) te provjera prohodnosti jajovoda (HSG, histerosalpingogram). Ovisno o rezultatima pretraga, preporučuje se dalje liječenje.
Mogući tretmani su ciljani odnosi, inseminacija ili izvantjelesna oplodnja (IVF). 

### Ciljani odnosi
U ciljanim odnosima moguća je upotreba lijekova koji izazivaju ovulaciju (najčešće klomifen citrat), kontrola ovulacije ultrazvukom ili nekom od kućnih metoda, te spolni odnos u utvrđeno plodno doba ciklusa. Moguće je da je par koji se obraća liječniku već prošao ovu fazu praćenjem ovulacije, pogotovo ako su menstrualni ciklusi žene regularni i vrijeme ovulacije nije teško utvrditi. 

### Inseminacija
Ako ne postoje faktori koji sprečavaju prirodno začeće (primjerice neprohodni jajovodi ili teški muški faktor), sljedeći oblik liječenja je inseminacija. 
Ako je ovulacija neredovita ili izostala, moguće je ovulaciju izazvati hormonskim preparatima. Ultrazvučnim pregledima utvrdi se kad će vjerojatno nastupiti ovulacija, te se posebno pripremljeno i očišćeno sjeme muškarca uštrca direktno u maternicu žene, kroz grlić maternice (cerviks). Na taj način se povećava broj spermija u maternici i vjerojatnost da će doći do oplodnje, pošto je cerviks u prirodnom ciklusu najveća barijera prolasku spermija do jajnih stanica u jajovodu. 
Najčešće se pokušaju tri inseminacije prije nego što se krene na sljedeći oblik liječenja, ali je moguće pokušavati i do šest ili više puta. Inseminacija je mnogo jeftinija od izvantjelesne oplodnje, ali je i stopa uspjeha daleko manja, 5 - 20 % (prosjek 13%) čak i za indicirane parove.

### Izvantjelesna oplodnja
Najzahtjevniji i zadnji oblik liječenja neplodnosti je izvantjelesna oplodnja, odnosno IVF. Postupak obuhvaća hormonalnu stimulaciju žene u cilju proizvodnje više jajnih stanica (prosjek za žene ispod 35 godina je oko 12), ultrazvučno praćenje rasta folikula (malih vodenih cisti u jajnicima gdje rastu jajne stanice), davanje injekcije koja izaziva ovulaciju („štoperica“), vađenje jajnih stanica transvaginalnom iglom (punkcija), oplodnja posebno obrađenim sjemenom muškarca (bilo ostavljanjem jajnih stanica i sjemena u neposrednoj blizini u maloj posudici da se desi prirodna oplodnja, bilo injektiranjem jednog spermija u jajnu stanicu, ICSI), neometani razvoj dobivenih zametaka dva do pet dana u laboratoriju pod uvjetima sličnim onima u ženskom tijelu, te vraćanjem jednog do dva zametka dugačkom tankom cjevčicom u maternicu žene (transfer). Rutinsko vraćanje više od dva zametka se u stručnim smjernicama dobre prakse obeshrabruje zbog rizika od trudnoće s trojkama, te se vrši samo u posebnim situacijama.
U Europi je 2005. prijavljeno 109.000 postupaka IVF-a, 194.000 postupaka ICSI-ja, i 72.000 postupaka s odmrznutim zametcima. Prosječna stopa trudnoća po transferu bila je 31%.

## Važnost adresiranja neplodnosti
"Svako ljudsko biće ima pravo na uživanje najvišeg dostižnog standarda tjelesnog i mentalnog zdravlja. Pojedinci i parovi imaju pravo odlučiti o broju vremenu rađanja djece. Neplodnost može negirati ostvarivanje ovih bitnih ljudskih prava. Rješavanje problema neplodnosti stoga je važan dio ostvarivanja prava pojedinaca i parova na osnivanje obitelji.
Širok raspon ljudi, uključujući heteroseksualne parove, istospolne partnere, starije osobe, pojedince koji nisu u seksualnim odnosima i one s određenim zdravstvenim stanjima, poput nekih parova koji pate od HIV-a i preživjelih od raka, može zahtijevati liječenje neplodnosti i ostale zdravstvene usluge. Nejednakosti i razlike u pristupu uslugama skrbi o plodnosti negativno utječu na siromašno, neoženjeno, neobrazovano, nezaposleno i ostalo marginalizirano stanovništvo. 
Rješavanje problema neplodnosti također može ublažiti rodnu nejednakost. Iako i žene i muškarci mogu doživjeti neplodnost, često se smatra da žene u vezi s muškarcem pate od neplodnosti, bez obzira na to jesu li neplodne ili ne. Neplodnost ima značajan negativan društveni utjecaj na živote neplodnih parova, a posebno žena, koje često doživljavaju nasilje, razvod, društvenu stigmu, emocionalni stres, depresiju, anksioznost i nisko samopoštovanje. 
U nekim okruženjima strah od neplodnosti može odvratiti žene i muškarce od korištenja kontracepcije ako se osjećaju društveno pod pritiskom da dokažu svoju plodnost u ranoj dobi zbog visoke društvene vrijednosti rađanja. U takvim situacijama neophodne su edukacije i intervencije podizanja svijesti radi rješavanja razumijevanja prevalencije i odrednica plodnosti i neplodnosti."

## Vanjske poveznice
- Arhivirana inačica izvorne stranice od 6. ožujka 2010. (Wayback Machine)Informacije o neplodnosti američkog ministarstva zdravstva
- Informacije o neplodnosti poznate svjetske klinike Mayo Clinic

|  | Molimo pročitajte upozorenje o korištenju medicinskih informacija. Ne provodite liječenje bez savjetovanja s liječnikom! |